# كيم تورنر
كيم تورنر (بالإنجليزية: Kim Turner)‏ (1 فبراير 1985 ببلفاست في المملكة المتحدة - ) هي لاعبة كرة قدم بريطانية في مركز الوسط. شاركت مع منتخب أيرلندا الشمالية لكرة القدم للسيدات. أما مع النوادي، فقد لعبت مع مانشستر سيتي وSheffield F.C. Women ‏ وBlackburn Rovers W.F.C. ‏ وSouthern Miss Golden Eagles ‏ ومانشستر سيتي للسيدات وClaremont Stars ‏ وAFC Fylde Women ‏ وGrindavík (men's football) ‏.

## وصلات خارجية
- كيم تورنر على موقع قاعدة بيانات كرة القدم.إي يو (الإنجليزية)
- كيم تورنر على موقع Soccerway.com (الإنجليزية)